# Mycteroplus
Mycteroplus là một chi bướm đêm thuộc họ Noctuidae.

## Loài
- Mycteroplus puniceago (Boisduval, 1840)